# Gallische Opstand
De Gallische Opstand is een reeks vrij grote opstanden die plaatsvonden tussen 54 v.Chr. en 51 v.Chr. Hierbij verzetten de Galliërs zich tegen de Romeinen, die enkele jaren eerder hun gezag in Gallië hadden gevestigd.

## Aansleep
De Galliërs waren tijdens de Gallische Oorlog overwonnen door de Romeinse troepen onder leiding van Caesar. Hoewel ze onderworpen waren, bleven ze de Romeinen vijandig gezind, omdat ze meteen hun grote zelfstandigheid verloren. De druïden vreesden ook dat hun cultuur verloren zou gaan. Omdat ze een grote invloed hadden binnen de stammen, stelden de Romeinen de druïden buiten de wet. Ondergronds smeulde het verzet. Om die reden werden Romeinse garnizoenen verspreid over het veroverde gebied. De kampen lagen op minder dan 100 km van elkaar af, zodat de troepen elkaar konden steunen.
In de winter van 54 v.Chr. op 53 v.Chr. werd de lokale bevolking verplicht de troepen van voedsel te voorzien. Omdat de oogst dat jaar mager was geweest, verzetten veel stammen zich daartegen. Hierop namen de Romeinse troepen de noodzakelijk geachte voedselvoorraden in beslag. Ongeveer twee weken nadat de legioenen waren aangekomen op de overwinteringsplaatsen barstte het openlijk verzet los.

## De Eburonen

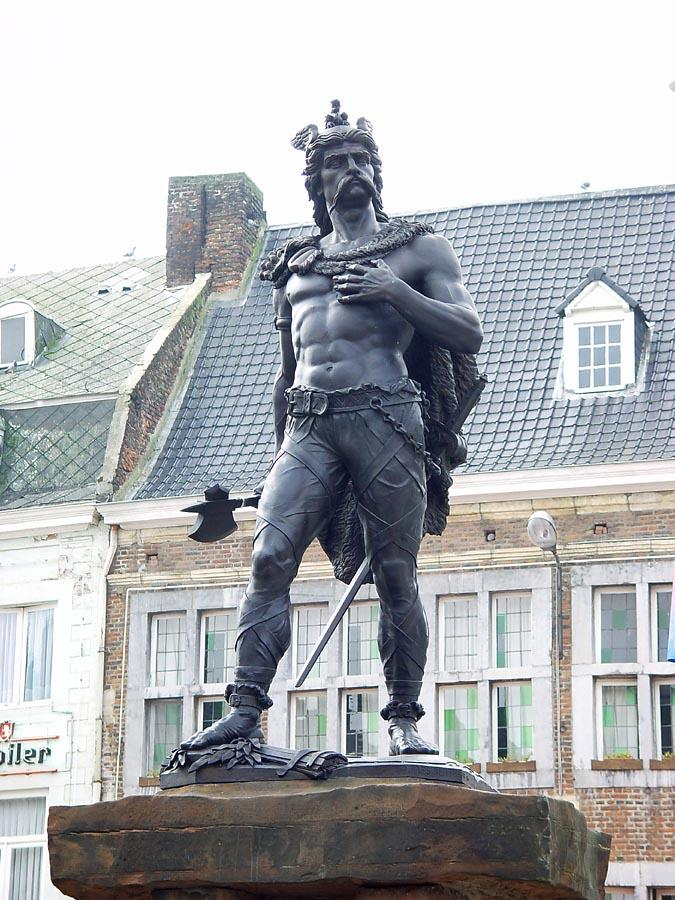
Standbeeld van Ambiorix in Tongeren

Op dat moment woonden in de Maasvallei de Eburonen. Het Romeinse winterkamp in het land der Eburonen lag in een Gallische vesting die Atuatuca werd genoemd. Hier verbleef anderhalf garnizoen, dat onder leiding stond van Sabinus en Cotta. De ligging van het kamp is onbekend, maar er zijn wel verschillende hypotheses gesteld. Atuatuca Tungrorum, Tongeren dus, werd lang voor mogelijk gehouden. Ook verschillende vestingstadjes in het Luikse kwamen in aanmerking. Populair is het strategisch gelegen Plateau van Caestert bij Kanne. Caestert zou een verbastering zijn van het Latijnse castra, wat kamp betekent. Hier werd ook een Romeinse helm gevonden.
Als aanvoerders van de Eburonen noemt Caesar twee koningen, Catuvolcus en Ambiorix; ze zouden elk zeggenschap hebben over een deel van de stam. Nadat hun voedsel was opgeëist, bedachten ze een list. Zo vielen op een dag enkele Eburonen een groepje Romeinen aan die buiten hun kamp hout sprokkelden en vermoordden ze hen. Ambiorix vertelde Sabinus en Cotta vervolgens dat er een gezamenlijke opstand was uitgebroken en dat de opstand gesteund zou worden door hordes Germaanse stammen. Hij stelde voor dat de Romeinen zich zouden aansluiten bij een naburig kamp en beloofde dat hij hen vrije uittocht zou geven. Ambiorix kleedde het voorstel mooi in: het was enerzijds voordelig voor de Belgen, die het beu waren voedsel af te staan aan de Romeinen, en het kwam ook goed uit voor de Romeinen, die het volgens hem nooit zouden op kunnen tegen de verenigde Galliërs en Germanen.
Sabinus en Cotta vergaderden de hele nacht over wat ze zouden doen. Sabinus vertrouwde Ambiorix en achtte het beter om te vertrekken, terwijl Cotta liever in het kamp bleef en de aanval wilden afwachten. Ze raakten het maar niet eens en op zeker moment zou Sabinus met zijn vuist op tafel hebben geslagen en besloten hebben dat ze in het kamp zouden blijven, maar dat het niet zijn schuld zou zijn als ze daardoor allemaal de dood zouden vinden. Maar omdat niemand er gerust op was besloten ze 's anderendaags toch te vertrekken.
Toen de Romeinen door een vallei trokken, vielen de Eburonen hen vanaf de kant aan. Op die manier beletten ze de Romeinen uit het dal te klimmen en zich op te stellen. Na de nederlaag slaagden enkelen erin terug te keren naar het kamp, maar daar zouden allen zelfmoord gepleegd hebben om aan de Belgen te ontsnappen. In totaal lieten 900 soldaten het leven, waarmee dit de zwaarste nederlaag was die de Romeinen leden in de Gallische Oorlog. Ook de plaats van de hinderlaag is onbekend. De Jekervallei met haar verschillende steile afdalingen is het best mogelijk als we aannemen dat de Romeinen zuidwaarts trokken.

## De Nerviërs
Hoewel de Nerviërs door hun nederlaag aan de Sabis volgens Caesar massaal uitgedund waren, kwamen ook zij in opstand. Een bijna volledig legioen onder leiding van Quintus Tullius Cicero had zijn winterkamp opgeslagen aan de heirbaan Bonen-Keulen, zo'n 75 km verwijderd van het voornoemde kamp. Nadat ze een Romeins leger verpletterd hadden, trokken de Eburonen naar de Atuatuci. Samen voegden ze zich bij de Nerviërs. Totaal onverwacht bestormden de drie stammen, die zo veel mogelijk krijgers hadden bijeengetrommeld, het winterkamp. De Romeinen sloegen de aanval af, werkten zo goed en zo kwaad als het ging de versterkingen af, en hielden stand.
Toen deden de Belgen aan Quintus Cicero het aanbod hem met zijn legioen weg te laten trekken, maar Cicero weigerde. Daarop sloten de Belgae het winterkamp volledig in met een gracht en een wal. Deze belegeringswerken, met een totale omtrek van 6 km, werkten ze in een paar uur af, wat een idee geeft van hun aantal. Toen de Belgen de dagen daarop telkens weer aanvielen, werd de toestand stilaan hachelijk. Op de zevende dag schoten de Belgae het kamp in brand en vielen massaal aan. Voorlopig echter konden de Romeinen stand houden.
Vanaf de eerste aanval had Cicero herhaaldelijk geprobeerd Caesar op de hoogte te brengen, wat telkens mislukt was. De boden die in handen vielen van de Belgae, werden voor de ogen van de soldaten op een afschuwelijke manier om het leven gebracht. Toen duidelijk werd dat het een kwestie was van enkele dagen voor het kamp zou vallen en dat er iets moest gebeuren, bracht de Nerviër Vertico, die niet had willen meewerken met zijn stamgenoten en die zijn toevlucht had gezocht in het winterkamp, de redding. Hij kreeg een van zijn mensen zover dat hij nog eens wilde proberen door de belegeringslinie te geraken. Die man raakte tot bij Caesar, die al op weg was naar Italië en dus van niets wist.
Caesar stuurde de bode onmiddellijk terug met een bericht voor Cicero en organiseerde een mini-legertje. Hij vertrok onmiddellijk met twee legioenen. Labienus, wiens kamp belegerd werd door de Treveri en die op de hoogte was van de gebeurtenissen bij de Eburonen, wilde zijn winterkamp niet verlaten en kon dus niet helpen. Met zijn twee legioenen trok Caesar bliksemsnel op richting Cicero. Die kreeg het bericht van Caesar pas laat te zien en geloofde slechts dat er hulp op komst was, toen de uitkijkposten in de verte rookpluimen van branden opmerkten en toen de Belgae de belegering plotseling opgaven.
Caesar, die door Cicero verwittigd was dat de Belgen in zijn richting kwamen, sloeg zijn kamp op aan een klein riviertje in een machtige vallei (waarschijnlijk de Piéton). Aan de overkant stond de legermacht van de Belgae te wachten. Door zijn bivak met opzet klein te houden en te doen alsof hij bang was van de Belgen, lokte Caesar een aanval uit. De Romeinen stonden klaar en joegen de Belgen bij een plotse uitval op de vlucht. Caesar wilde hen niet achtervolgen maar trok onmiddellijk verder naar Cicero. De hulp was geen moment te vroeg gekomen: 90 procent van Cicero's legioen was gedood of gewond.

## De Menapiërs
De Menapiërs en Morini waren al in 57 v.Chr. in opstand gekomen, toen ze 9000 strijders op de been brachten. Toen had Caesar hun oogst en huizen vernield, maar nog steeds weigerden ze zich over te geven. Ze verschuilden zich in hun ondoordringbare bossen en moerassen; pas in 53 v.Chr. vond Caesar hun schuilplaats en gaven de Menapiërs zich over.

## De Arverni
De felle opstand der Belgen bleek een voorspel te zijn van een nog grotere opstand het volgende jaar, waaraan bijna alle Gallische stammen deelnamen. Zelfs de Haedui, die van oudsher bondgenoten van de Romeinen waren geweest, voelden zich bedreigd door de toegenomen macht van de Romeinen en sloten zich bij de opstand aan. De opstand werd geleid door Vercingetorix, een stamhoofd van de Arverni uit het bergland van Auvergne.
Vercingetorix begreep dat de Romeinen door hun betere organisatie in een geregelde veldslag vrijwel verzekerd waren van de overwinning. Hij overtuigde de andere Galliërs ervan dat zij een andere tactiek moesten volgen, die van guerrilla en verschroeide aarde, om de Romeinse troepen het leven zo zuur te maken dat ze gedwongen zouden worden Gallië te verlaten.
Caesar zelf bevond zich, toen de opstand uitbrak, in Italië. Hij keert onmiddellijk terug naar Gallië om de toestand weer onder controle te krijgen.
Een eerste Romeinse succes, de verovering van de stad Avaricum, werd echter gevolgd door een Romeinse nederlaag bij Gergovia. Caesar liet zich hierdoor niet ontmoedigen en zette de achtervolging in van Vercingetorix, die hij wist in te sluiten in de vesting van Alesia. Een groot leger, samengesteld uit krijgers van een groot aantal stammen, probeerde Alesia te ontzetten. De Romeinen bouwen echter een dubbele omwalling: een binnenring tegen de belegerden in de stad en een buitenring tegen het ontzettingsleger. Caesar beweerde dat het ontzettingsleger 250.000 man sterk was. Dat is vrijwel zeker overdreven, maar misschien waren het er wel bijna 100.000.
Het ontzettingsleger werd echter afgeslagen en Alesia moet capituleren. Veringetorix werd krijgsgevangen gemaakt, en zou uiteindelijk in Rome gewurgd worden. Hiermee was het weerstandsvermogen van de Galliërs gebroken. Wel moesten er in het jaar daarna (51 v.Chr.) nog een aantal verzetshaarden worden vernietigd. Ook in de decennia erna zouden er in Gallië af en toe nog opstanden uitbreken, maar het Romeinse gezag werd nooit meer serieus bedreigd.

## Gevolgen
Nadat de twee legioenen waren aangekomen en de orde hadden hersteld (voorjaar 53 v.Chr.), liet Caesar grote strafexpedities uitvoeren. Hele stammen werden uitgemoord of tot slaaf gemaakt; ook vrouwen en kinderen werden daarbij niet ontzien. Van de Nerviërs, de Helvetiërs en de Veneti werd ruim de helft gedood of tot slaaf gemaakt, de Eburonen werden bijna volledig uitgemoord. Ten aanzien van hen schrijft Caesar in zijn verslag over de Gallische Oorlog laconiek: “Caesar was van mening dat dit volk moest worden vernietigd”. Catuvolcus pleegde zelfmoord. Ambiorix werd nooit gevangen, niemand weet wat er met hem is gebeurd.
De Grieks-Romeinse geschiedschrijver Dionysius van Halicarnassus beweert dat Caesars soldaten 1 miljoen Galliërs zouden hebben gedood en 1 miljoen in slavernij afgevoerd. Misschien zijn die cijfers wat te hoog. Maar dat van de misschien 6 miljoen inwoners van het tevoren vrije Gallië (dus zonder Gallia Narbonensis) een kwart zou zijn gedood of tot slavernij zou zijn gebracht, lijkt wel een geloofwaardige schatting. Het zou minstens een halve eeuw duren voordat de bevolking zich van deze klap zou hebben hersteld.